# Phylloporus veluticeps
Phylloporus veluticeps är en svampart som först beskrevs av Pier Andrea Saccardo, och fick sitt nu gällande namn av Pegler & T.W.K. Young 1981. Phylloporus veluticeps ingår i släktet Phylloporus och familjen Boletaceae.   Inga underarter finns listade i Catalogue of Life.